# Comisión Nacional de Monumentos de Cuba
La Comisión Nacional de Monumentos es una entidad adscrita al Consejo Nacional de Patrimonio Cultural de Cuba, oficialmente constituida el 12 de enero de 1978 bajo el amparo legal de la Ley No. 2 "Ley de los Monumentos Nacionales y Locales".

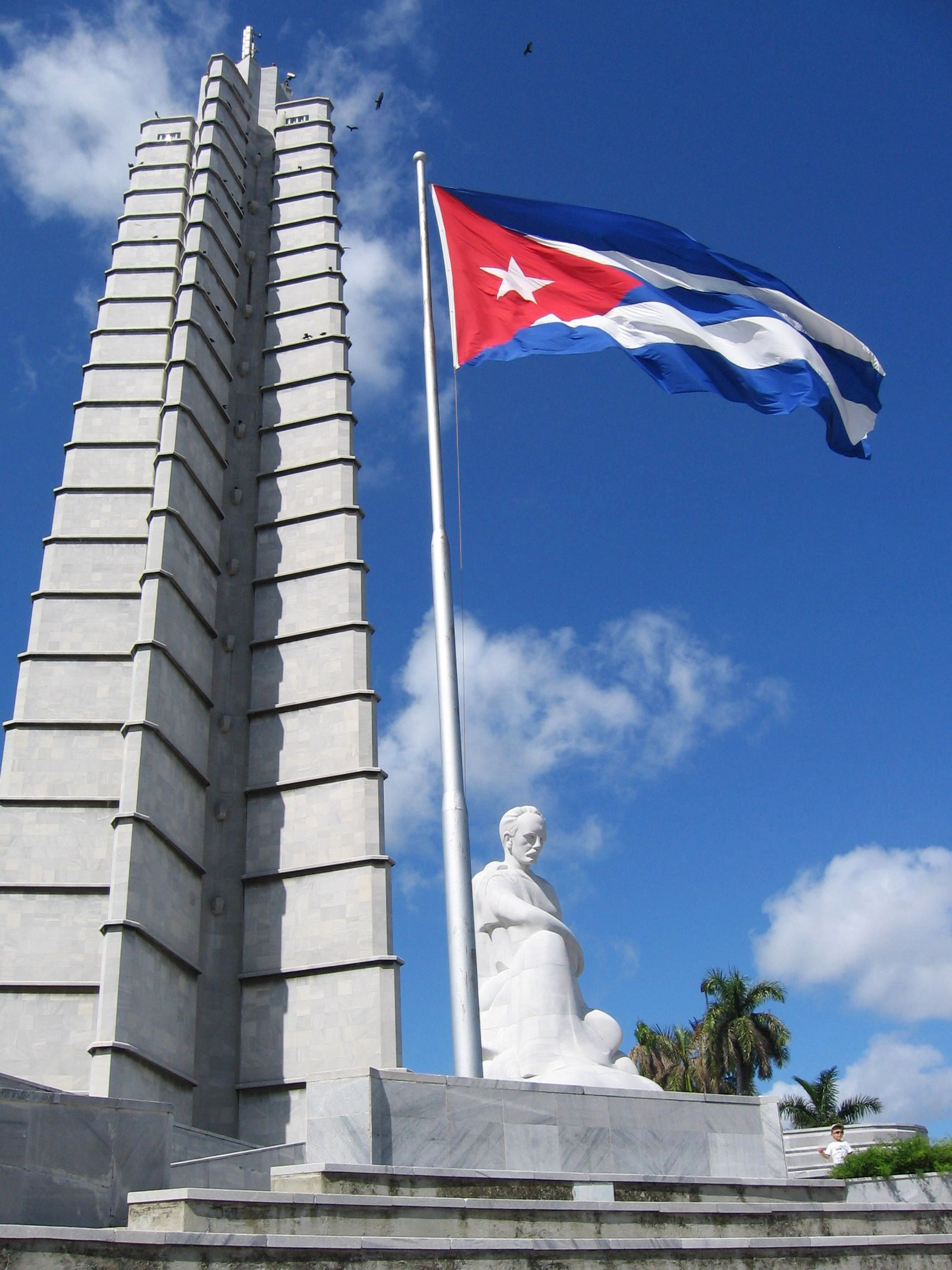
Memorial a José Martí en la Plaza de la Revolución de La Habana. Monumento Nacional.

## Historia
Desde su creación, el Consejo Nacional de Patrimonio Cultural de Cuba consideró de primera importancia para sus actividades la estimación del pasado cultural del país y su influencia en la formación de todas las generaciones. El gobierno de Cuba decidió crear una comisión para conservar y restaurar los monumentos, que desde su fundación inició una labor de investigación y orientación sistemática en el ámbito de su competencia. En sus comienzos, la Comisión estuvo instalada en el Palacio del Segundo Cabo, en la Habana Vieja. Sus primeros presidentes y secretarios fueron el comandante Pedro Miret y el arquitecto Raúl Oliva.
La labor de la Comisión no solo ha tenido en cuenta los grandes monumentos arquitectónicos (fortalezas, iglesias, grandes mansiones y casas en general), sino además conjuntos urbanos que debieran protegerse por sus características históricas o ambientales. La Comisión Nacional de Monumentos también garantiza la preservación de los documentos del pasado, como base del conocimiento científico y para el beneficio de toda la sociedad.
Como órgano ejecutivo encargado de todo lo referente a conservación y restauración, la Comisión  organizó la creación de comisiones provinciales y delegaciones municipales, que se ocupan, bajo la orientación nacional de la investigación sistemática, de recopilar datos y documentos, así como de velar por la conservación de monumentos en sus respectivas regiones. La Comisión también se ocupa del empleo de los monumentos, lo cual garantiza que tengan un uso adecuado según sus características individuales.
En las grandes zonas urbanas habitadas que ostenten la categoría de Monumento Nacional, ha sido necesario desarrollar un amplio plan de divulgación y educación popular, para destacar los valores de los inmuebles monumentarios enclavados dentro del conjunto urbano, y recabando la contribución de sus habitantes para su conservación y mantenimiento.
Los primeros estudios de la Comisión se dirigieron a las fortalezas y los castillos. A estos les siguieron los templos y conventos, por cuanto representan para la historia del Patrimonio Cultural Cubano. Dentro de los conjuntos urbanos, se restauró en primer lugar la ciudad de Trinidad. Para la restauración de La Habana Vieja se elaboró un plan, cuya primera etapa se encaminó a la restauración de las plazas de mayor interés colonial: Plaza de Armas, Plaza de la Catedral, Plaza Vieja, Plaza de San Francisco de Asís. Todas las obras fueron ejecutadas por la Dirección de la Sección de Monumentos del Ministerio de la Construcción. En 1982, La Habana Vieja y el sistema de fortificaciones fue declarada Patrimonio de la Humanidad.
La Comisión Nacional de Monumentos es un órgano colegiado cuyos miembros pertenecen a distintas instituciones. Su presidente es el Dr.Eusebio Leal Spengler, y su secretario, el arquitecto Nilson Acosta Reyes.

### Antecedentes
La Ley de 24 de julio de 1928, que autorizaba al Presidente de la República declarar monumentos nacionales y dictar regulaciones para su protección, puede considerarse el primer acto gubernativo dirigido a la salvaguarda de la riqueza cultural en Cuba.
En virtud de lo establecido por la Ley, le fue otorgada dicha nominación, por sucesivos decretos leyes, a la Plaza de la Catedral y los edificios circundantes en La Habana, en 1934; al pueblo de Mantua, en Pinar del Río y a la ciudad de Bayamo, en la antigua provincia de Oriente, en 1935 y al cementerio de Santa Ifigenia, en Santiago de Cuba, en 1937.
En este mismo año, por otro Decreto Presidencial del 9 de agosto, se creó la Comisión Nacional de Arqueología, primer organismo de carácter nacional al cual se le adjudicó ¨la conservación y estudio de los monumentos precolombinos y coloniales¨, la cual devino, cada vez también por Decreto, en Junta Nacional de Arqueología, en 1941, y en Junta Nacional de Arqueología y Etnología, en 1942.
Ya en esta etapa de su evolución, al decretado organismo se le había reconocido personalidad jurídica como organismo autónomo adscrito a la Dirección de Cultura del Ministerio de Educación, su jurisdicción se extendía a todo el país y su aprobación era imprescindible para realizar obras en los monumentos declarados. Sus obligaciones incluían, realizar la investigación y el estudio del tesoro arqueológico precolombino, del histórico nacional y republicano y del acervo etnográfico de Cuba, así como velar por su debida conservación, llevar el registro de los muebles e inmuebles de valor arqueológico o histórico clasificados en la siguiente forma: ¨de interés arqueológico o histórico y utilidad pública¨ y ¨monumento nacional¨, reglamentar la forma de hacer estas declaraciones.
Entre sus miembros titulares y correspondientes se encontraban el Dr. Fernando Ortiz, como presidente, y el Dr. Emilio Roig de Leuchsenring, que en su carácter de miembro titular ocupó sucesivamente los cargos de secretario general (1945-1946) y vicesecretario (1949-1953).
La Junta estaba compuesta por tres secciones: de Arqueología Aborigen, de Arqueología Colonial y Monumentos Nacionales, y de Etnología.

## Funciones
- Preparar estudios y planes para la localización, conservación y restauración de centros históricos, construcciones, sitios y objetos declarados Monumento Nacional o Local, así como de aquellos, que sin estar declarados, estén registrados como de valor patrimonial.
- Evaluar y autorizar, cuando proceda, inspeccionar y supervisar toda obra que deba realizarse en un centro histórico, construcción, sitio u objeto declarado Monumento Nacional o Local.
- Declarar cuáles centros históricos, construcciones, sitios y objetos son Monumento Nacional o Local.
- Revisar las obras, objetos, instalaciones, edificaciones y construcciones, y disponer, cuando fuere necesario, que se les hagan las modificaciones requeridas para restaurarles su más rigurosa autenticidad y su verdadero sentido histórico en relación con los orígenes y hechos de la nacionalidad cubana.
- Custodiar los archivos y la documentación correspondientes a los Monumentos Nacionales y Locales.
- Orientar y supervisar el trabajo de las Comisiones Provinciales de Monumentos.
- Cumplir cualesquiera otras disposiciones u orientaciones que, sobre esta materia, dicte o trasmita el Ministerio de Cultura de la República de Cuba.

## Declaratorias

### Monumento Nacional
Todo centro histórico urbano y toda construcción, sitio u objeto, que, por su carácter excepcional, merezca ser conservado por su significación cultural, histórica o social para el país y que, como tal, sea declarado por la Comisión Nacional de Monumentos.
Monumento Local
Toda construcción, sitio u objeto, que, no reuniendo las condiciones necesarias para ser declarado Monumento Nacional, merezca ser conservado por su interés cultural, histórico o social para una localidad determinada y, que, como tal, sea declarado por la Comisión Nacional de Monumentos.

### Zona de Protección
Es el área contigua a un Monumento Nacional o Local, tanto si la declaratoria de esta condición ya se ha hecho como si se halla en proceso de investigación para declararla.
Otros conceptos
De acuerdo con su tipología, los Monumentos Nacionales se clasifican en Centros Históricos Urbanos, Construcciones, Sitios y Objetos. Los Monumentos Locales se clasifican en Construcciones, Sitios y Objetos.

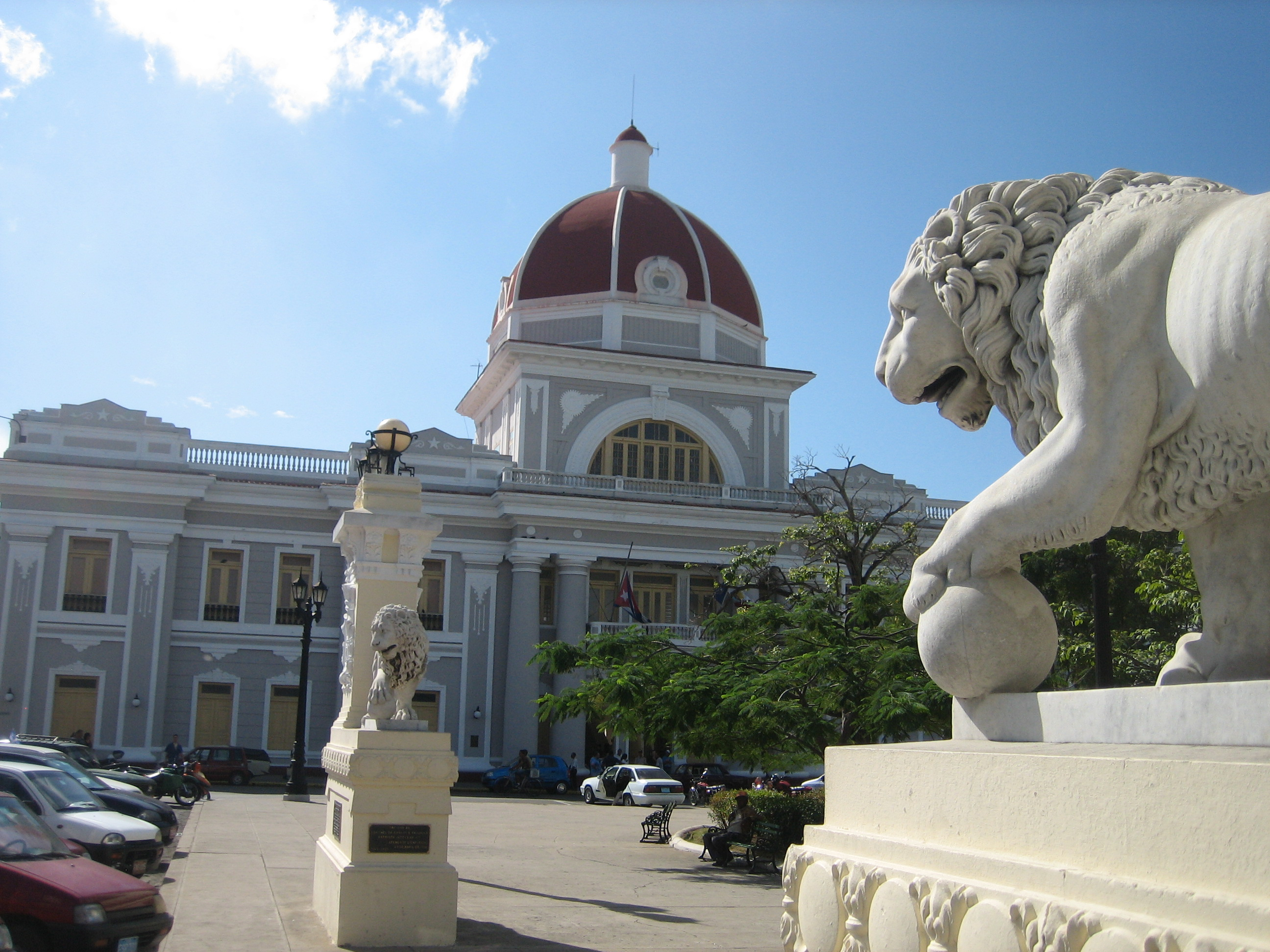
Centro histórico urbano de Cienfuegos. Inscrito además en la lista del Patrimonio de la Humanidad de la Unesco.

### Centro Histórico Urbano
Conjunto formado por las construcciones, espacios públicos y privados, calles, plazas y las particularidades geográficas o topográficas que lo conforman y ambientan y que en determinado momento histórico tuvo una clara fisonomía unitaria, expresión de una comunidad social, individual y organizada.

### Construcción
Abarcan la obra o el conjunto de obras hechas por la mano del hombre desde la prehistoria hasta la época actual, pudiendo ser de carácter civil, conmemorativo, doméstico, industrial, militar o religioso.
Las Construcciones Civiles son aquellas cuya función original haya sido de carácter colectivo o público, tales como edificios de gobierno, cementerios, teatros, sociedades, oficinas, comercios, hospitales, escuelas, paseos, alamedas, parques, plazas, liceos y otras.
Las Construcciones Conmemorativas son aquellas cuya función primaria haya sido la de rememorar una personalidad o un hecho histórico de relevancia nacional o local y las que hayan tenido un fin básicamente ornamental o de otorgar determinada significación al área donde se encuentran, tales como: estatuas, mausoleos, tarjas, obeliscos, fuentes, lápidas, bustos, esculturas, arcos triunfales y otros.
Las Construcciones Domésticas son aquellas cuya función básica original haya sido la de vivienda, tales como casas, villas, quintas, chalet, palacios y otros.
Las Construcciones Industriales son las que originalmente hayan tenido un carácter productivo, industrial o agroindustrial, tales como trapiches, ingenios, tabaquerías, cafetales y fábricas en general.
Las Construcciones Militares son aquellas que originalmente hayan servido a un fin defensivo, de vigilancia o de permanencia de tropas, tales como fuertes, castillos, murallas, trochas, cuarteles y otras
Las Construcciones Religiosas son aquellas que originalmente hayan constituido sede de actos religiosos o de actividades vinculadas a estos, tales como iglesias, parroquias, capillas, seminarios y conventos.

### Sitios
Espacios, lugares o áreas donde se haya desarrollado un significativo hecho o proceso de carácter histórico, científico, etnográfico o legendario, o que posean características de homogeneidad arquitectónica o una singular morfología del trazado urbano, y también aquellos donde la naturaleza presente aspectos que justifiquen su conservación y protección. Pueden ser de carácter arqueológico, histórico, natural o urbanos.
Sitios Naturales son aquellas formaciones geológicas o fisiográficas, geográficas y biológicas, o grupos de esta clase de formaciones que tengan una importancia especial desde el punto de vista de la ciencia, de la belleza natural o de las obras conjuntas del hombre y de la naturaleza.
Sitios Arqueológicos son aquellos donde se haya detectado o pueda detectarse, en la superficie o en el subsuelo o bajo el agua, la presencia de elementos que constituyen vestigios de la cultura material y de la vida de los hombres del pasado y merezcan ser estudiados o conservados por su significación científica o cultural. Se incluye en esta categoría los pecios situados bajo el mar o en un río o lago.
Sitios Urbanos son aquellos conjuntos de construcciones que en un área delimitada de un barrio, población o ciudad, tengan una significación especial por su carácter arquitectónico, ambiental o de integración con el paisaje.
Sitios Históricos son aquellos lugares donde hayan ocurrido acontecimientos relevantes de la historia nacional o local.

### Objetos
Elementos que, por su excepcional significado histórico, artístico o científico, merezcan ser conservados y protegidos independientemente de que se encuentren en una institución oficial o en poder de una persona particular.

## Valores que determinan la declaratoria

### Valor histórico
Construcciones, sitios y objetos dignos de ser preservados por su relación con un acontecimiento relevante de la historia política, social, científica o cultural.
Valor artístico
Construcciones, esculturas monumentales y objetos que presenten por su estilo o detalles decorativos, valores dignos de ser preservados.
Valor ambiental
Centros históricos urbanos y construcciones, que, debido a su forma o carácter arquitectónico, han llegado por el uso y la costumbre a representar un ambiente propio de una época o región.

### Valor natural o social
Sitios que presenten características científicas y/o culturales, o que por sus formaciones geológicas o fisiográficas, constituyan el hábitat de especies animales o vegetales, de gran valor o amenazadas de extinción.